# Un risque calculé
Un risque calculé (titre original : A Calculated Risk) est un business-thriller de Katherine Neville, publié en 1992 aux États-Unis et en 2005 en France.
Dans la trame principale, le charismatique et mystérieux Zoltan Tor propose à l'informaticienne Verity Banks, sa protégée, un étrange défi : subtiliser sans que personne s'en rende compte des centaines de millions du système financier américain, puis les restituer discrètement. L'enjeu est que le vainqueur pourra exiger ce qu'il veut de l'autre durant un an et un jour. Verity accepte le défi. Dans une trame secondaire sont relatés les débuts de la Banque Rothschild au début du XIXe siècle. Dans les deux cas, le titre du roman se vérifie : les banquiers prennent souvent « des risques calculés ».

## Personnages

### Personnages de la trame principale
- Zoltan Tor : 39 ans, homme charismatique et supérieurement intelligent.
- Verity Banks : 32 ans, directrice du service de la sécurité informatique au sein d'une grande banque internationale.
- « Kiwi » (Kislick Willingly) : sous-directeur de la grande banque internationale, chef direct de Verity Banks.
- M. Lawrence : directeur de la grande banque internationale, chef direct de « Kiwi ».
- Charles : ordinateur surpuissant avec lequel Verity travaille et discute.
- Pearl Lorraine : brillante économiste.
- Tavish : ingénieur informatique.
- Georgiane von Daimlish : photographe et amie de Verity.
- Lelia von Daimlish : baronne, mère de Georgiane.
- Jumeaux Bobbsey : amis de Verity.

### Personnages de la trame secondaire
- Mayer Rothschild
- Nathan Rothschild
- Duc de Wellington

## Résumé

### Trame narrative principale

#### «Première partie»
Verity Banks est directrice du service de la sécurité informatique au sein d'une grande banque internationale. Elle s'ennuie dans son travail et vit dans le fantasme de faire éclater la bulle financière mondiale en raison de la faillite, cinquante ans auparavant, de son grand-père, gérant d'une banque de province. Elle fait des propositions visant à montrer les failles de sécurité internes et de renforcer la sécurité informatique, mais Kiwi, son supérieur, la prend de haut et ne tient pas compte de ses remarques. 
Un jour, le 28 novembre, son ami et mentor Zoltan Tor lui propose un « défi » insensé : celui/celle des deux qui aura réussi, dans un délai de six mois, à subtiliser auprès de la banque le plus d'argent aura le droit d'exiger de l'autre ce qu'il veut durant « une année et un jour ». Ensuite, l'argent sera restitué à la banque. Verity accepte le marché. 
Dans un long flashback, on apprend comment Verity, alors âgée de 20 ans, avait rencontre Zoltan Tor une douzaine d'années auparavant.

#### «Deuxième partie»
Zoltan Tor ouvre un compte chez un courtier au nom d'Edmond Dantès, puis achète des titres financiers. Il envoie Georgiane à la Monnaie des États-Unis. Georgiane pose des questions sur le meilleur photograveur vivant : il s'agit du nippo-américain Seigei Kawabata. Après l'avoir rencontré, l'homme lui vend une presse à imprimer. Zoltan a organisé son plan : intercepter des bons originaux sans enregistrement (« bons au porteur ») entre la firme de courtage et le lieu de dépôt, copier ces bons, conserver les bons au porteur originaux, entreposer les bons au porteur (qui ont été copiés) dans les chambres fortes de la Depository Trust.
Verity apprend que Kiwi intrigue pour l'envoyer à Francfort en Allemagne, où elle ne connaît personne, afin de se débarrasser d'elle.

#### «Troisième partie»
Si les débuts de la fraude s'annoncent prometteurs, plusieurs éléments se grippent, et finalement il apparaît que le directeur général de la banque, M. Lawrence, poursuit des buts secrets qui risquent de faire capoter tant les opérations de Verity que celles de Zoltan.
Verity apprend avec stupéfaction que Zoltan, qu'elle considère plutôt comme un père ou un oncle, est tombé amoureux d'elle.

### Trame narrative secondaire
Dans des chapitres alternant avec la trame principale, l'autrice met en scène Mayer Rothschild à la fin du XVIIIe siècle, puis son petit-fils Nathan Rothschild au début du XIXe siècle : la naissance de la grande banque moderne, le transfert d'argent durant le blocus continental, la connaissance du sort de la bataille de Waterloo avant les autres banquiers.